# Wilhelm Leyn
Wilhelm Leyn (* 12. November 1875 in Hannover; † 2. April 1921 ebenda) war ein deutscher Architekt.

## Leben

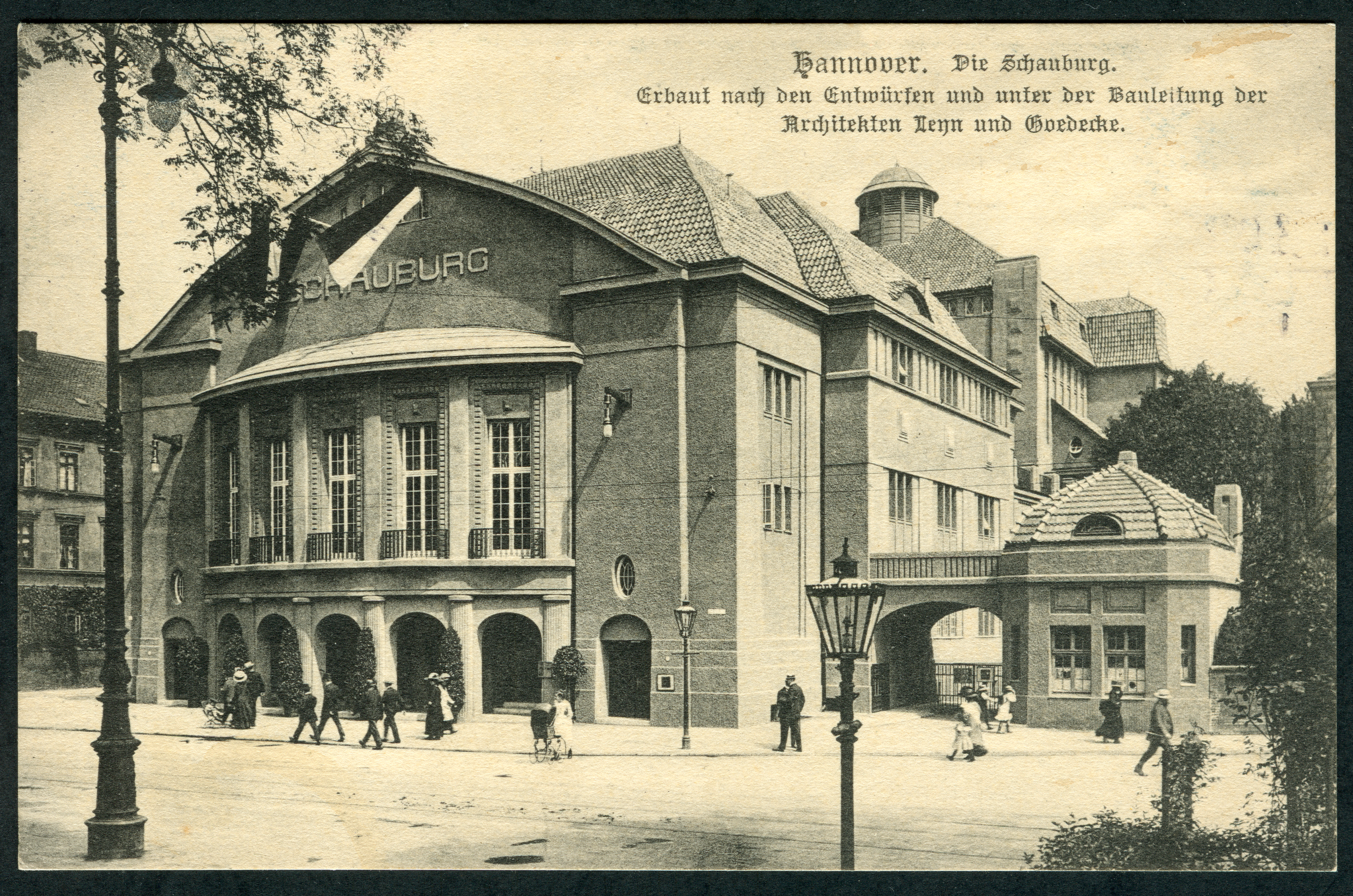
Die Schauburg in Hannover, „Erbaut nach den Entwürfen und unter der Bauleitung der Architekten Leyn und Goedecke.“
Ansichtskarte Nummer 1101 von Karl F. Wunder

Hineingeboren in die Gründerzeit des Deutschen Kaiserreichs, studierte Wilhelm Leyn nach seinem Schulbesuch Architektur zunächst von 1894 bis 1897 in seiner Heimatstadt an der dortigen Technischen Hochschule sowie in München von 1897 bis 1900 an der dortigen Technischen Universität.
1901 wurde Leyn Mitglied der Hannoverschen Bauhütte zum Weißen Blatt.
Ab 1909 bis 1920 ging Leyn zusammen mit dem Architekten Rudolf Goedecke einer selbstständigen beruflichen Tätigkeit nach.
Wilhelm Leyn starb zu Beginn der Weimarer Republik im jungen Alter von nur 45 Lebensjahren.

## Werke (Auswahl)
- gemeinsam mit Rudolf Goedecke: das Schauspielhaus Schauburg, das 1911 mit Goethes Faust. Eine Tragödie eröffnet wurde[3]